# Cheilotrichia brumalis
Cheilotrichia brumalis là một loài ruồi trong họ Limoniidae. Chúng phân bố ở miền Cổ bắc.